# 錦橋 (豊平川)
錦橋（にしきばし）は、札幌市の豊平川にかかる橋。歩行者は隣接している錦橋歩道橋を渡る。

## 概要
市道定山渓東西線の橋であり、定山渓温泉の温泉街を経由せずに国道230号と北海道道1号小樽定山渓線を結んでいる。
かつては道道1号線のルートになっていた。

## 歴史
最初の橋は1907年（明治40年）に架設したとされる。
1926年（大正15年）に一の沢発電所が完成し、取水口として一の沢ダムが建設された。錦橋周辺にはゆったりとした瀞（とろ）ができ、「舞鶴の瀞」と呼ばれた。かつては橋の下をボートが行き来し、屋形船から渓谷の紅葉を楽しんでいた時代があった。
1958年（昭和33年）に現在の橋が架けられ、1983年（昭和58年）には並行して川上に錦橋歩道橋（全長71m、幅2m）が架けられた。水道管を一緒に通すためワーレントラス橋になっている。橋名板には「錦歩道橋」と刻まれている。1994年（平成6年）に錦橋が改修されている。

## 周辺
1928年（昭和3年）に定山渓鉄道線の錦橋駅が置かれた。1939年（昭和14年）には錦橋駅から豊羽鉱山への引込線が伸びていたが、1963年（昭和38年）に廃止された。錦橋駅は1969年（昭和44年）の定山渓鉄道線廃線とともに廃止となった。
- 札幌市立定山渓中学校
- 定山渓水再生プラザ[8]